# Calotta

Due calotte sferiche generate da un piano secante una sfera. Sono evidenziate le dimensioni caratteristiche della calotta minore

In geometria, si dice calotta sferica ciascuna delle parti in cui la superficie di una sfera è suddivisa da un piano secante. Se il piano secante passa per un diametro della sfera le due parti si dicono emisferi. Il volume compreso tra la calotta e il piano secante è detto segmento sferico.
Il cerchio delimitato dalla sfera e dal piano secante è detto base della calotta. Il raggio passante per il centro della base è un asse di simmetria per la calotta, e incontra la calotta stessa in un punto detto vertice; la parte di raggio compresa tra la base e il vertice è detta altezza della calotta.

## Formule

### Superficie
L'area della superficie della calotta sferica si ottiene dal prodotto della lunghezza della circonferenza massima della sfera a cui appartiene per la sua altezza:
{\displaystyle S=2\pi rh,}
dove {\displaystyle r} e {\displaystyle h} sono il raggio della sfera e l'altezza della calotta sferica. Se {\displaystyle \Omega } è l'angolo solido sotteso dalla calotta, la superficie si può esprimere anche come:
{\displaystyle S=\Omega r^{2}.}
Se si introduce l'apertura {\displaystyle \alpha } del cono sotteso dalla calotta sferica (confrontare angolo solido) si ottengono le notevoli relazioni:
{\displaystyle h=r\left(1-\cos \left({\frac {\alpha }{2}}\right)\right),}
{\displaystyle \Omega =2\pi \left(1-\cos \left({\frac {\alpha }{2}}\right)\right).}

### Volume
Il volume della calotta sferica è dato da
{\displaystyle V=\pi h^{2}\left(r-{\frac {h}{3}}\right),}
oppure da
{\displaystyle V={\frac {\pi h}{6}}(3a^{2}+h^{2}).}
La relazione tra l'altezza {\displaystyle h}, il raggio di base della calotta {\displaystyle a} e il raggio della sfera {\displaystyle r} è data da:
{\displaystyle h=r\pm {\sqrt {r^{2}-a^{2}}},}
{\displaystyle r={\frac {a^{2}+h^{2}}{2h}},}
dove il segno positivo e negativo della formula corrispondono alle altezze delle due calotte generate da un singolo piano secante.

#### Dimostrazione
Fissando un sistema di coordinate cartesiane con origine nel centro della sfera e asse {\displaystyle z} passante per l'altezza {\displaystyle h} della calotta, il volume è dato dall'integrale triplo dell'unità sul dominio {\displaystyle E=\{(x,y,z)\in \mathbb {R} ^{3}\ |\ r-h\leq z\leq {\sqrt {r^{2}-x^{2}-y^{2}}},0\leq x^{2}+y^{2}\leq a^{2}\}}:
{\displaystyle V=\iiint _{E}1\ dx\ dy\ dz=\iint _{D}\left(\int _{z=(r-h)}^{\sqrt {r^{2}-x^{2}-y^{2}}}1\ dz\right)dx\ dy=\iint _{D}\left({\sqrt {r^{2}-x^{2}-y^{2}}}-r+h\right)dx\ dy}
dove {\displaystyle D=\{(x,y)\in \mathbb {R} ^{2}|0\leq x^{2}+y^{2}\leq a^{2}\}.}
Passando alle coordinate polari, si ha:
{\displaystyle T=\{(\rho ,\theta )\in \mathbb {R} ^{2}|0\leq \rho ^{2}\leq a^{2},0\leq \theta \leq 2\pi \}}
{\displaystyle V=\iint _{T}\left({\sqrt {r^{2}-\rho ^{2}}}-\rho +h\right)\rho \ d\rho \ d\theta =2\pi \int _{\rho =0}^{a}\left({\sqrt {r^{2}-\rho ^{2}}}-\rho +h\right)\rho \ d\rho }
Ricordando che {\displaystyle a=2{\sqrt {2rh-h^{2}}}}, si ha la tesi:
{\displaystyle V=\pi h^{2}\left(r-{\frac {h}{3}}\right).}